# Jeden chybný krok
Jeden chybný krok je 19. epizoda 2. řady sci-fi seriálu Hvězdná brána.

## Příběh
SGC vyšle letoun UAV na planetu PJ2-445 a myslí si, že zde nic nežije. Letoun však spadne a zničí jednu místní rostlinu. Na planetu se vydá SG-1. Objeví tam primitivní obyvatele, kteří nemluví a jsou celí bílí. Mají primitivní obydlí. Po čase začnou někteří upadat do bezvědomí. Na pomoc přichází bránou z SGC speciální zdravotnický tým v čele s dr. Fraiserovou. Chce jednoho obyvatele vzít na Zemi a udělat další testy za přísné karantény. Fraiserová chce udělat sonografické vyšetření, ale vesničan začne vydávat vysoký tón. Místo toho mu dělají tomografické vyšetření. Ukazuje se, že má v břiše zvláštní orgán, který lidé nemají. Netuší, k čemu slouží. Fraiserová dále informuje Sam, že má v krvi i některé běžné složky jako lidé (oboje krvinky, glukózu...), ale neví, co je pro tyto tvory normální a testy vyhodnocuje podle lidské fyziologie.
Vrátí se zpět a chtějí zjistit, jestli za to mohou oni. Nezjistí nic divného, ale epidemie se síří dál. Daniel a Jack začínají mít příznaky, ale po průchodu bránou na základnu je jim hned lépe. Teal'c tam zůstane a uvidí vyrůst ty záhadné rostliny, když se ale pohne, znovu se zcvrknou. Zjistí, že jsou v zemi propojené. Začne mít tytéž příznaky jako Jack a Daniel. Vrátí se na Zemi a je mu hned lépe. Ze zvukových nahrávek zjistí, že na planetě ty rostliny vydávají jisté zvukové vlny, se kterými žijí obyvatelé v symbióze. Při havárii sondy však narušili rostliny a ty teď vydávají zvuky o jiné frekvenci a kvůli tomu obyvatelé slábnou a postupně umírají. SG-1 tedy nainstaluje přístroj, který tyto zvuky nahradí.